# 사토 가즈키 (1974년)
사토 가즈키(일본어: 佐藤 一樹, 1974년 6월 27일 ~ )는 일본의 전 축구 선수이다.

## 구단 경력
과거 요코하마 플뤼겔스, 요코하마 F. 마리노스, 교토 퍼플 상가, 오이타 트리니타, 산프레체 히로시마, 요코하마 FC에서 활동하였다.